# Манзоров, Багдат Сайланбаевич
Багдат Сайланбаевич Манзоров (каз. Бағдат Сайланбайұлы Мәнізоров) — казахский государственный деятель, аким Аксуского и Коксуского районов Алматинской области, аким Алатауского района, действующий руководитель Управления государственного архитектурно-строительного контроля города Алматы.

## Биография
Родился 1 февраля 1962 года в селе Куйбышева Кировского района Талдыкорганской области КазССР в многодетной крестьянской семье. Казах. Происходит из рода Жалайыр Старшего жуза.
В 1979 году поступил в Казахский государственный институт физической культуры, который окончил в 1983 году. Профессиональную карьеру в качестве тренера по боксу начинал в Детской спортивной школе Талдыкоргана.
В период с 1984 по 1993 гг. постоянно менял трудовую деятельность: работал пастухом, продавцом, продюсером Октябрьского сельского совета Кировского района и переводчиком.
В 1993 году возглавил колхоз имени Кирова, с 1995 — генеральный директор Ассоциации региональных рынков Талдыкоргана и президент ТОО «Шаганский торговый дом».
В 1999 году перешел на госслужбу в качестве первого заместителя акима Коксуского района Алматинской области и уже в 2001 году возглавил район.
В период с 2001 по 2004 гг. — аким Аксунского района Алматинской области. В этот период Манзаров заочно получает второе высшее образование в Карагандинском экономическом университете в Казпоперебосоюзе по специальности экономист-менеджер. С 23 апреля 2005 года — член совета предпринимателей при Президенте Республики Казахстан.
По результатам выборов 23 сентября 2008 года, избран депутатом маслихата (городского собрания) города Алматы по избирательному округу № 16. В этом же году Манзоров защищает диссертацию кандидата экономических наук.
В 2008 году, после решения о создании нового Алатауского района города Алматы, Манзоров Багдат Сайланбаевич был назначен акимом района. Должность замещал на протяжении девяти лет. В период управления Манзоровым районом, он стал одним из наиболее динамично развивающихся, были построены четыре новых поликлиники, девять школ, 12 государственных детских садов".
Начиная с июля 2017 года, назначен руководителем Управления государственного архитектурно-строительного контроля города Алматы (до июля 2019 года).
С 10 июля 2019 года по 10 февраля 2020 года — заместитель акима Алматинской области.
С 2022 года Бывшего заместителя акима Алматинской области Багдата Манзорова подозревают по статье 190 уголовного кодекса — в «мошенничестве в особо крупном размере с использованием служебного положения». Об этом сообщает издание КазТАГ со ссылкой на Генеральную прокуратуру.

## Награды и почётные звания
- Медаль «10 лет Независимости Республики Казахстан» (2001)
- Почетный гражданин Коксуского района (2004)
- Почетный гражданин Аксуского района (2005)
- Заслуженный деятель спорта Республики Казахстан (2005)
- Диплом «Лучший предприниматель Казахстана» за выдающиеся достижения в развитии бизнеса, вклад в реализацию экономических и социальных программ развития страны (2005)
- Медаль «10 лет Астаны» (2008)
- Кандидат экономических наук (2008)
- Медаль «20 лет Независимости Республики Казахстан» (2011)
- Орден «Курмет» (2011)
- Медаль «За Вооруженные Силы Республики Казахстан 20 лет» (2012)

## Семья
Супруга: Гульбану Манзорова.
Дети: Семья воспитывает сына и двух дочерей.